# Marnay, Vienne
Marnay är en kommun i departementet Vienne i regionen Nouvelle-Aquitaine i västra Frankrike. Kommunen ligger i kantonen Vivonne som tillhör arrondissementet Poitiers. År 2022 hade Marnay 714 invånare.

## Befolkningsutveckling
Antalet invånare i kommunen Marnay
| Referens: INSEE |